# اتحادیه سوسیالیست عرب (مصر)
اتحادیهٔ سوسیالیست (جمهوری‌خواه) عرب (الاتحاد الاشتراکی العربی)، حزبی سیاسی در مصر است که برپایهٔ ناصرگرایی و جمهوری‌خواهی عربی تأسیس شد.

## پیشینه

### هیئت آزادی‌بخش
در ژانویهٔ ۱۹۵۳، جمال عبدالناصر بر گروه مخالفش به رهبری محمد نجیب فائق آمد و تمام احزاب سیاسی را ممنوع کرد، و یک نظام تک‌حزبی تحت نام هیئت آزادی‌بخش ایجاد کرد.

### اتحادیهٔ ملی
در ژانویهٔ ۱۹۵۶، پیش‌نویس قانون اساسی مصر تدوین شد که ایجاد نظام تک حزبی در چارچوب «اتحاد ملی» را تضمیم می‌کرد. اتحادیه ملی خیزشی است که ناصر آن را «کادری که به وسیلهٔ آن، مردم مصر انقلابشان را به ثمر می‌رسانند» توصیف کرد. اتحادیهٔ ملی در واقع دوباره پیکربندی هیئت آزادی‌بخش بود.

## تغیر نام اتحادیهٔ ملی به سوسیالیستی
جمال عبدالناصر به خواطر محکم سازی پایه‌های محبوبیتش در بین شهروندان و جلوگیری از نفوذ ارتش، پیمان ملی و قانون اساسی جدیدی را در سال ۱۹۶۲ وضع کرد. مراقبت سلامتی همگانی، کسب اسکان با قیمت مناصب، ایجاد مدارس فنی حرفه‌ای، اهمیت بیشتر به حقوق زنان، برنامه‌های تنظیم خانواده و پهناور سازی کانال سوئز جزء این پیمان بود. اتحاد ملی به «اتحاد سوسیالیستی مصر» تغییر نام کرد. با این تدابیر سرکوب محلی افزایش یافت چنانچه هزاران اسلام‌گرا از جمله ده‌ها افسر ارتش بازداشت شدند.

## منحل سازی اتحادیه سوسیالیستی عربی
در اواخر دههٔ هشتاد قرن ۲۰ام، حسنی مبارک، این اتحادیه را منحل کرد و اجازهٔ تشکیل حزب‌ها تحت شروط مشخص را صادر کرد.